# Нашсименту, Алфреду
Алфреду Жозе Энрикиш Нашсименту (порт. Alfredo José Henriques Nascimento; род. 10 мая 1937, Монтижу, Montijo e Afonsoeiro) — португальский футболист, вратарь.

## Карьера
Во взрослом футболе дебютировал в 1959 году в клубе «Белененсеш», за который выступал на протяжении первых пяти сезонов своей игровой карьеры.
В 1964 году перешёл в столичный клуб «Бенфика». Вместе с командой трижды становился чемпионом Португалии. В 1968 году команда сыграла в финале Кубка европейских чемпионов против английского клуба «Манчестер Юнайтед», но проиграла со счётом 4:1.
В 1970 году покинул «Бенфику» и присоединился к другому португальскому клубу «Униан ди Томар», где и завершил профессиональную карьеру футболиста в 1974 году в возрасте 37 лет.

## Достижения
«Бенфика»
- Чемпион Португалии: 1964/65, 1966/67, 1968/69